# Stephanopholis melolonthoides
Stephanopholis melolonthoides är en skalbaggsart som beskrevs av Brenske 1892. Stephanopholis melolonthoides ingår i släktet Stephanopholis och familjen Melolonthidae. Inga underarter finns listade i Catalogue of Life.